# Fred Le Berre
Pour les articles homonymes, voir Le Berre.
Fred (ou Frédéric) Le Berre est un scénariste français de bandes dessinées, né en 1964.

## Œuvres

### Scénarios
- Galata par Fred Le Berre et Alain Paris (scénario) et Stefano Palumbo (dessin), Les Humanoïdes Associés coll. « Dédales »
  -  Le Poète assassiné (2005)
  -  L’Ermite des Météores (2006)
- Shimon de Samarie par Fred Le Berre (scénario) et Michel Rouge (dessin), Les Humanoïdes Associés coll. « Dédales ». La série Le Samaritain avec Michel Rouge toujours chez Les Humanoïdes Associés reprend le personnage et les deux premiers tomes, ainsi que le tome 3. Une intégrale regroupe les trois tomes (2012).
  - t1- Tu ne tueras point (2005)
  - t2- Les Châtiments de la mer Morte (2006)
  - t3- Bethsabée de Jérusalem (2009)
- Axo, dessins de Francis Buchet, Les Humanoïdes Associés
  - t1- Nord-Sud (2006)
- La Caste des Metabarons. Fred Le Berre fait partie des scénaristes de l'album collectif Hors-Série n°2 L'Univers, Les Humanoïdes Associés (2001)
- Kashmeer, scénario de Fred Le Berre, dessins de Michel Rouge, Glénat coll. « Grafica »
  - t1- La Danse de Kali (2012)[2]
  - t2- Les Têtes noires (2015)
- Manitas, scénario de Fred Le Berre, dessins de Michel Colline, Les éditions Poivre & Sel coll. « Wasabi »
  - Première partie (2014)
- En 2012: Teddy Riner

### Traductions
- Les sentiers invisibles (2007), tome 2 de la série Les Hérésiarques, Carlos Portela et Das Pastoras[3].
- Meurtres sur Antiplona (2004), Juan Gimenez.
- Le Don (2003), Fiona McIntosh[4].
- Le Sang (2004), Fiona McIntosh.
- L'Âme (2004), Fiona McIntosh.
- La Marque - Kushiel, tome 1 (2008), Jacqueline Carey.
- L'Élue - Kushiel, tome 2 (2009), Jacqueline Carey.
- L'Avatar - Kushiel, tome 3 (2009), Jacqueline Carey.
- L'héritier de Kushiel - Imriel, tome 1 (2010), Jacqueline Carey.
- La justice de Kushiel - Imriel, tome 2 (2011), Jacqueline Carey.
- La grâce de Kushiel - Imriel, tome 3 (2011), Jacqueline Carey.
- À pierre fendre (2012), Richard Morgan.
- Jusqu'à l'âme (2016), Richard Morgan.
- Entre chien et loup, Farlander, tome 2 (2012), Col Buchanan.
- Le rêve noir, Farlander, tome 3 (2015), Col Buchanan.
- Avant toi (2013), Jojo Moyes.
- Deathworld : Le Monde de la mort (2014), Harry Harrison.
- House of cards (2014), Michael Dobbs.
- House of cards II, Coup de grâce (2015), Michael Dobbs.
- House of cards III, Échec au roi (2015), Michael Dobbs.
- Sagesse geek : Les enseignements sacrés (2014), Stephen H. Segal.
- Whitechapel (2014), Sarah Pinborough.
- Poison ; Charme ; Beauté (2015), Sarah Pinborough.
- 60 degrés nord : Mon tour du monde pour trouver mon chez moi (2018), collection Étonnants Voyageurs, Malachy Tallak.
- En partance (2018), collection Étonnants Voyageurs, Dušan Šarotar.
- Flâneuse, reconquérir la ville pas à pas (2019), collection Étonnants Voyageurs, Lauren Elkin.
- Passage en Alaska (2019), collection Étonnants Voyageurs, Jonathan Raban.
- Wildwood, à travers les forêts du monde (2020), collection Étonnants Voyageurs, Roger Deakin.
- A la nage, journal d'une aventure en eaux libres (2021), collection Étonnants Voyageurs, Roger Deakin.